# Piekary Śląskie (gmina)
Piekary Śląskie – dawna gmina wiejska istniejąca w latach 1945–1946 w woj. śląskim (śląsko-dąbrowskim, dzisiejsze woj. śląskie). Siedzibą władz gminy były Piekary Śląskie (od 1 stycznia 1947 miasto).
Gmina zbiorowa Piekary Śląskie powstała w grudniu 1945 w powiecie tarnogórskim w woj. śląskim (śląsko-dąbrowskim). Według stanu z 1 stycznia 1946 gmina składała się z samej siedziby i nie była podzielona na gromady.
Jako gmina wiejska jednostka przestała istnieć z dniem 1 stycznia 1947 wraz z nadaniem Piekarom Śląskim praw miejskich i przekształceniem jednostki w gminę miejską.